# Gō Tanabe
Gō Tanabe (田邊剛?, Tanabe Gō; Tokyo, 1975) è un fumettista giapponese, noto soprattutto per i suoi adattamenti delle opere letterarie dello scrittore H.P. Lovecraft. I suoi manga sono stati tradotti in inglese, francese, tedesco, spagnolo e italiano.

## Opere

### Manga
- 2000 - Sunakichi
- 2010 - Kasane (累?), 2 volumi
- 2011 - Ashurachō
- 2014 - Mr. Nobody, 3 volumi
- 2015 - Saudade

### Adattamenti delle opere di H.P. Lovecraft
- 2015 - Il mastino e altre storie, Edizioni BD - ISBN 8868833980
- 2016 - Il colore venuto dallo spazio, Edizioni BD - ISBN 8868838257
- 2018 - L'abitatore del buio, Edizioni BD - ISBN 8832752808
- 2019 - Le montagne della follia (4 volumi), Edizioni BD - ISBN 8832755718
- 2020 - L'ombra venuta dal tempo (2 volumi), Edizioni BD - ISBN 8834902300
- 2021 - Il richiamo di Cthulhu, Edizioni BD - ISBN 8834903676
- 2022 - La maschera di Innsmouth, (2 volumi), Edizioni BD - ISBN 8834911164
- 2024 - L'orrore di Dunwich (3 volumi), Edizioni BD - ISBN 8834912764
- 2024 - I gatti di Ulthar e altre storie, Edizioni BD - ISBN 8834931491